# Bag of Bones (Album)
Bag of Bones (englisch für: „Knochensack“) ist das neunte Studioalbum der schwedischen Hardrock-Band Europe. Es wurde von Kevin Shirley produziert, der auch für einige erfolgreiche Alben von Joe Bonamassa, Black Country Communion und Iron Maiden verantwortlich war, und wurde am 26. April 2012 veröffentlicht.

## Hintergrund
Europe hatte 2009 mit dem Album Last Look at Eden vergleichsweise großen Erfolg; das Album erreichte neben Platz eins in Schweden auch Platz 29 in der Schweiz und Platz 31 in den deutschen Musikcharts. Auch das anschließend veröffentlichte Livealbum Live! At Shepherd’s Bush, London, das am 19. Februar 2011 im Shepherd’s Bush Empire aufgezeichnet worden war, war erfolgreich und enthielt neben vielen bekannten Titeln und einem Tribut an Gary Moore auch den Song Doghouse, der für Bag of Bones erstmals in einer Studiofassung aufgenommen wurde.
Die Arbeiten für das neue Album begannen am 3. Oktober 2011 im Atlantis Studio in Stockholm, das „komplett mit Technik aus den Sechzigern und Siebzigern bestückt war.“ Produzent des Albums war Kevin Shirley, der nach eigener Aussage „schon lange ein Bewunderer“ der Gruppe ist und ihr helfen wollte, ihr „bis heute explosivstes Album“ aufzunehmen. Einige der aufgenommenen Titel entstanden erst während der Arbeit im Studio, wurden anschließend gemeinsam geprobt und dann aufgenommen. Die Gruppe beendete ihre Aufnahmen am 27. Oktober 2011. Im Anschluss arbeitete Kevin Shirley an der Tonmischung und ließ verschiedene Gastmusiker ihre Beiträge aufnehmen. So steuerte Anton Fig einige Percussion-Elemente bei, Joe Bonamassa nahm auf Wunsch der Gruppe für einen Song eine Slide-Gitarrenspur auf.
Im Januar 2012 wurden noch einige Overdubs aufgenommen, bevor Produzent Shirley in seinem Studio mit der finalen Mischung des Albums begann. Die Gitarren-Overdubs wurden im Playyard Studio in Stockholm eingespielt. Kurz vor Abschluss der Arbeiten entschied sich die Gruppe, einen weiteren Titel für das Album aufzunehmen. Die Aufnahmen dazu fanden am 13. Februar 2012 statt. Seit dem 18. März 2012 sind Hörbeispiele der einzelnen Titel des Albums auf der Website von John Norum verfügbar.
Eine Fotosession für das Booklet des Albums und die anstehende Werbung erfolgte am 8. Februar 2012, Fotograf war Fredrik Etoall. Das Cover wurde von Ulf Lundén gestaltet, der auch für das Cover des Albums Hisingen Blues der schwedischen Band Graveyard verantwortlich war.
Die europaweite Veröffentlichung von Bag of Bones erfolgte am 26. April 2012, die vorab ausgekoppelte Single, Not Supposed to Sing the Blues, wurde am 9. März 2012 als Downloadversion herausgebracht. Ein Videoclip zu dem Lied wurde unter der Regie von Patric Ullaeus in Göteborg produziert. Die Titelliste von Bag of Bones enthält elf Tracks, für den japanischen Markt wurde ein Bonustrack (Beautiful Disaster) hinzugefügt.

## Titelliste
1. Riches to Rags (J. Tempest, J. Leven) – 3:05
2. Not Supposed to Sing the Blues (J. Tempest) – 5:31
3. Firebox (J. Tempest, M. Michaeli) – 3:46
4. Bag of Bones (J. Tempest) – 5:31
5. Requiem (M. Michaeli) – 0:28
6. My Woman My Friend (J. Tempest, J. Leven) – 4:25
7. Demon Head (J. Tempest, J. Leven, J. Norum) – 3:58
8. Drink and a Smile (J. Tempest, M. Michaeli) – 2:21
9. Doghouse (J. Tempest) – 3:58
10. Mercy You Mercy Me (J. Tempest, J. Leven) – 4:31
11. Bring It All Home (J. Tempest, J. Norum) – 3:39

Bonustrack der japanischen Ausgabe:
1. Beautiful Disaster

## Rezeption
Thomas Zimmer schrieb für das Magazin ROCKS, auf dem Album feiere „der klassische Hardrock der siebziger Jahre konsequent wie nie fröhliche Auferstehung“. Das Ergebnis sei „zwar nicht originell, aber blödsinnig glücklich machend“. Um „ja keine Missverständnisse aufkommen zu lassen,“ starte das Album „gleich mit der scharfkantigen Nummer“ Riches to Rags. Zimmer erkennt in Ian Hauglands Schlagzeugspiel Parallelen zu John Bonham und schreibt, Gitarrist Norum feuere „ein wohldurchdachtes Solo ab“, das „kurz, schnell und auf den Punkt“ sei, und damit „die Duftmarke für den Rest der Scheibe“ setze. Die vorab veröffentlichte Single Not Supposed to Sing the Blues bezeichnet Zimmer als „Anker des Albums“; das Stück enthalte „schlicht alles: ein schwerer Midtempo-Riff zwischen Purple und Sabbath, eine orientalische Zeppelin-Bridge als Gangway zu einem hoch-melodiösen Refrain, dann wieder ein schmurgelndes, gurgelndes, wah-wah-furioses Norum-Solo, und Joey Tempest auf der Höhe seiner Kunst.“ Der „autobiographische Text“ verweise „auf Led Zep und AC/DC“ und frage, ob „einer wie er (Tempest) den Blues singen dürfe?“ Zimmer äußert sich lobend, „spätestens mit My Woman My Friend und seiner breitwandig inszenierten Melancholie sollte die Frage beantwortet sein.“ Er beschreibt „beiläufige und effektvolle Gitarrenlicks“, von unten beheize (wie auf der ganzen Platte) „die schweinischste Schweineorgel, zu der ein Mic Michaeli fähig sei.“ Eine Ballade enthalte das Album mit Bring it all Home auch. Man solle „diesen Titel mit Carrie“ (vom Album The Final Countdown) vergleichen, dann wisse man, „was ein musikalischer Reifeprozess“ sei.
In der gleichen Ausgabe bemerkt der Autor Alexander Kolbe in einem Artikel zum Album allerdings, die Band habe „leider eine Unsitte der Gegenwart ereilt: Im Zuge des sogenannten »Loudness War«“ sei sie „Opfer eines zu lauten Masterings geworden, was in Verbindung mit Shirleys ohnehin nicht optimalem Mix für ein dumpfes, undifferenziertes Klangbild“ sorge. Das nehme „beispielsweise den stilvollen Orgelsounds von Mic Michaeli in Stücken wie Demon Head oder My Woman My Friend einiges von ihrer Wirkung.“

## Gastmusiker
- Joe Bonamassa – Slide-Gitarre
- Anton Fig – Percussion